# Seattle Mariners

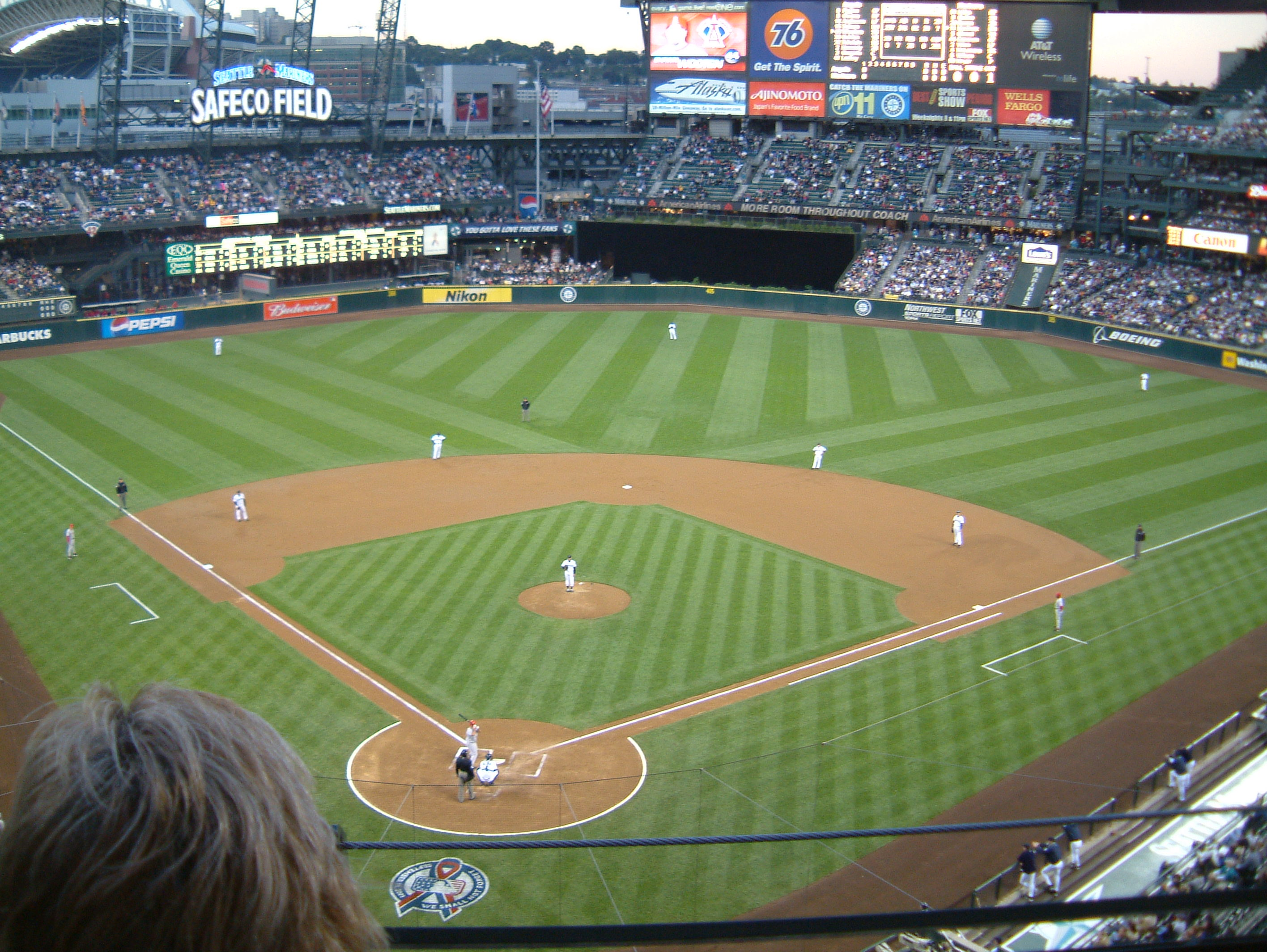
Safeco Field, domácí stadion Mariners, 2003

Seattle Mariners je profesionální baseballový klub z Major League Baseball, patřící do západní divize American League.
Klub byl založen v roce 1977.
Za svou historii klub třikrát vyhrál západní divizi AL, ale nezaznamenal žádný zásadní úspěch v play-off (je to jediný tým soutěže, který nikdy nepostoupil do Světové série).